# A Dal 2024
El A Dal 2024 fue la XVIII edición de la competencia musical húngara organizada por el canal público Duna. Como viene siendo habitual desde su retiro en 2020, la competencia dejó de servir como preselección húngara para el Festival de la Canción de Eurovisión.

## Organización

### Formato
La competencia televisada consistió en 7 galas: 4 heats eliminatorios, 2 semifinales y la final.
En la primera etapa, las 40 canciones fueron divididas en cuatro heats de diez canciones cada una. Los artistas fueron sometidos a una votación por parte de cinco componentes: cuatro jurados profesionales y el público, los cuales calificaban cada tema con una puntuación del 1 al 10. Los 4 temas con la sumatoria más alta avanzaron a las semifinales, mientras que un quinto tema era repescado por el panel de jurados.
En las semifinales, los 20 temas fueron divididos en dos galas, siendo reinterpretados los temas en un nuevo género, producidas con anticipación bajo asistencia de la banda musical del concurso. Cada artista fue sometida a una votación por parte de los cuatro jurados que calificaron cada tema con una puntuación del 1 al 10. Los 4 temas con la sumatoria más alta avanzaron a la final, mientras que un quinto tema fue repescado por la votación del público.
En la final, se presentaron 10 temas finalistas. Cada artista interpretó una versión sinfónica de su tema acompañado por la Orquesta Sinfónica de la MTVA. La votación se dividió en dos partes: en la primera, cada miembro del panel de 4 jurados otorgó una puntuación de 4, 6, 8 y 10 puntos a sus cuatro temas favoritos. Los cuatro temas con la sumatoria más alta avanzaron a la segunda ronda, donde el televoto decidió el ganador.

### Presentadores
Los presentadores de las galas fueron Lili Rókusfalvy e Imre Fodor. Ambos ya habían ejercido como pareja de presentadores durante la edición anterior en 2023, mientras que Rókuslalvy se encargó de conducir las galas también en 2020 y 2022.

## Participantes
El 6 de noviembre de 2023, la MTVA publicó la convocatoria, abriéndose el periodo de recepción hasta el 30 de noviembre de 2023. Según lo estipulado en el reglamento, las canciones participantes debían durar entre 2:30 y 3:30 minutos, sin haberse podido comercializar antes del 15 de junio de 2023.
Los artistas participantes fueron seleccionados a través de dos rondas previas. En la primera, se realizó la selección de 60 temas de entre todas las candidaturas recibidas. Posteriormente, en una segunda ronda, las 60 candidaturas fueron invitadas a una audición frente a un jurado de cuatro miembros, quienes seleccionaron las 40 canciones participantes del festival. La lista de participantes fue confirmada el 3 de febrero de 2024.
| Artista                         | Canción (Traducción)                                 | Compositor(es)                                                                                        |
| ------------------------------- | ---------------------------------------------------- | --- |
| Ádám Szabó & Jennifer Szabó     | «Kismadár» (Pequeña ave)                             | Ádám Szabó                                                                                            |
| Andalgó                         | «Vigyen a szél» (Déjate llevar por el viento)        | Míra Léhárt, Patrik Polgár                                                                            |
| Anna Györfi & Tamás Kéméndi     | «Titkaim» (Mis secretos)                             | Anna Györfi, Tamás Kéméndi                                                                            |
| Anna Patai                      | «Gondold át» (Piensa en ello.)                       | Norbert Szűcs, Anna Patai                                                                             |
| Annamária Szalma & Attila Telek | «Százszor is» (Cien veces)                           | Annamária Szalma, Attila Telek                                                                        |
| Arcidra                         | «Egészben kell» (Debes estar entero)                 | András Gaál, Máté Katona, Ambrus Vitéz Mura-Mészáros, Tamás Csóka, Zoltán Györke, Bálint Retkes       |
| Bterv                           | «Menjek vagy maradjak» (¿Me voy o me quedo?)         | Markó Gábor, Dávid Dér                                                                                |
| Dániel Kökény                   | «Ugyanaz a ház» (En la misma casa)                   | Pál Barnabás Kovács, Bence Latyák, Károly Dániel Kökény                                               |
| David Szirtes                   | «Emelem poharam» (Alzo mi copa)                      | Marcell Tóth, Dávid Zsolt Szirtes                                                                     |
| Dóri Szinnyai                   | «Igennel felel» (Respuesta afirmativa)               | Dorottya Leszkó-Szinnyai                                                                              |
| Evelin László                   | «Legényes» (Leyendas)                                | Evelin László                                                                                         |
| EVERFLASH                       | «Nyisd ki a szemed!» (¡Abre los ojos!)               | Roland Bihal, Gergő Módos, Balázs Pásztóy, Péter Tóth, Rókus Varga                                    |
| Fluidia                         | «Miről szól ez a dal?» (¿De qué habla esta canción?) | Szimonetta Szőcs, Gábor Berényi, Zoltán Lázár                                                         |
| HellóPisti                      | «Elbújnék» (Escondite)                               | Richárd Varga                                                                                         |
| Here We Are                     | «Együtt egyedül» (Solos y juntos)                    | Gábor Kacsenyák, Dávid Zsarnai, Tamás Zán                                                             |
| Jácint Bradics                  | «Miért félnék álmodni» (Por qué tengo miedo a soñar) | Attila Tillinger                                                                                      |
| Jazztelen                       | «Kezeket fel» (Arriba las manos)                     | Szilárd Bűdi                                                                                          |
| Junkies                         | «Két szív» (Dos corazones)                           | Pál Barnabás Kovács, Bence Latyák                                                                     |
| Liana                           | «A háztetők felett» (Por encima de los tejados)      | László Lukács                                                                                         |
| Lily                            | «Csalódás voltál» (Fuiste una decepción)             | Arnold Vígh, Bernadett Hasenfracz                                                                     |
| Magidom                         | «Esendő halandó» (Mortal mortal)                     | Róbert Benyhe, Marcell Benyhe, Balázs Bajnok, Máté Szekeres, Máté Czinke                              |
| Mark Csintalan                  | «Számítottam rád» (Contaba contigo)                  | Mark Csintalan                                                                                        |
| MattSet                         | «Veled álmodnék» (Soñaría contigo)                   | Mátyás Szakadáti, Bence Szabolcsi                                                                     |
| Mátyás Fekete                   | «Látom már» (Ya veo)                                 | Mátyás Fekete                                                                                         |
| Myra Monoka                     | «Így alakult» (Así es como quedó)                    | Myra Monoka, Tibor Pulius, Barnabás Botond Horváth                                                    |
| Name Project                    | «Nekem» (Yo)                                         | Zoltán Illés                                                                                          |
| Negál                           | «Nem lehetek más» (No puedo ser diferente)           | Bendegúz Kovácsik, András Szabó                                                                       |
| OliverFromEarth                 | «Annak idején» (En su momento)                       | Olivér Patocska                                                                                       |
| Péter Galambos                  | «Ott marad» (Quédate allí)                           | Péter Galambos                                                                                        |
| Phoenix RT                      | «Félszavak» (Palabras a medias)                      | Márton Győrög, Bence Győrög, Ferenc Lépes, Tamás Puss                                                 |
| Pink Dragon                     | «Kánaán» (Canaan)                                    | László Triesz, Adrienn Jónás                                                                          |
| Pinkers                         | «A nap süssön ki» (Que brille el sol)                | Edvárd Pink                                                                                           |
| Quack                           | «Sosem elég» (Nunca es suficiente)                   | Álmos Norbert Lőrincz, Róbert Dániel Asztalos, Egon Erhardt Barta, Sára Erdei, Márton László Zsiborás |
| Roy Galeri                      | «Kiáltás» (Grita)                                    | Tibor Szabó                                                                                           |
| Sugarloaf                       | «Nászinduló» (Luna de miel)                          | Szabolcs Tóth , Norbert Szűcs                                                                         |
| Szelina                         | «Hazatért» (Volver a casa)                           | Szelina Dósa                                                                                          |
| Tamás Jósa                      | «Két szív» (Dos corazones)                           | Pál Barnabás Kovács, Bence Latyák                                                                     |
| Tibor Kocsis                    | «Egy életen át» (Toda una vida)                      | Tibor Kocsis, Arnold Vig                                                                              |
| Zsófi Juhos & Olivér Patocska   | «Ma szerettem beléd» (Hoy me he enamorado de ti)     | Zsófia Juhos, Olivér Patocska, Benjamin Larsen, Chris Medina                                          |
| Zsuzsi Kollányi                 | «Új érzés» (Nuevo sentimiento)                       | Zsuzsanna Éva Kollányi, Zsolt Németh                                                                  |

## Festival

### Heats Eliminatorios

#### Heat 1
| N.º | Intérprete    | Canción              | Jurado  | Jurado      | Jurado    | Jurado | Televoto | Lugar | Puntos |
| N.º | Intérprete    | Canción              | P. Egri | G. Ferenczi | L. Németh | Szandi | Televoto | Lugar | Puntos |
| --- | ------------- | -------------------- | ------- | ----------- | --------- | ------ | -------- | ----- | ------ |
| 1   | Sugarloaf     | «Nászinduló»         | 10      | 9           | 10        | 10     | 6        | 3     | 45     |
| 2   | Dóri Szinnyai | «Igennel felel»      | 7       | 8           | 7         | 8      | 7        | 10    | 37     |
| 3   | Magidom       | «Esendő halandó»     | 8       | 8           | 9         | 9      | 9        | 4     | 43     |
| 4   | Andalgó       | «Vigyen a szél»      | 7       | 7           | 7         | 8      | 8        | 7     | 38     |
| 5   | Mátyás Fekete | «Látom már»          | 8       | 7           | 7         | 8      | 8        | 7     | 38     |
| 6   | Tamás Jósa    | «Két szív»           | 8       | 8           | 8         | 8      | 8        | 6     | 40     |
| 7   | Tibor Kocsis  | «Egy életen át»      | 10      | 9           | 10        | 10     | 9        | 1     | 48     |
| 8   | Name Project  | «Nekem»              | 8       | 8           | 8         | 8      | 8        | 5     | 40     |
| 9   | Myra Monoka   | «Így alakult»        | 8       | 7           | 7         | 8      | 8        | 7     | 38     |
| 10  | EVERFLASH     | «Nyisd ki a szemed!» | 10      | 9           | 10        | 10     | 7        | 2     | 46     |

#### Heat 2
| N.º | Intérprete                  | Canción                | Jurado  | Jurado      | Jurado    | Jurado | Televoto | Lugar | Puntos |
| N.º | Intérprete                  | Canción                | P. Egri | G. Ferenczi | L. Németh | Szandi | Televoto | Lugar | Puntos |
| --- | --------------------------- | ---------------------- | ------- | ----------- | --------- | ------ | -------- | ----- | ------ |
| 11  | Ádám Szabó & Jennifer Szabó | «Kismadár»             | 8       | 8           | 8         | 9      | 7        | 7     | 40     |
| 12  | MattSet                     | «Veled álmodnék»       | 8       | 10          | 8         | 8      | 6        | 7     | 40     |
| 13  | Anna Györfi & Tamás Kéméndi | «Titkaim»              | 7       | 8           | 7         | 7      | 9        | 9     | 38     |
| 14  | Arcidra                     | «Egészben kell»        | 9       | 8           | 9         | 9      | 9        | 4     | 44     |
| 15  | Bterv                       | «Menjek vagy maradjak» | 9       | 8           | 8         | 9      | 7        | 6     | 41     |
| 16  | Phoenix RT                  | «Félszavak»            | 9       | 10          | 9         | 10     | 9        | 2     | 47     |
| 17  | Dániel Kökény               | «Ugyanaz a ház»        | 9       | 9           | 10        | 10     | 7        | 3     | 45     |
| 18  | Lily                        | «Csalódás voltál»      | 7       | 8           | 7         | 7      | 6        | 10    | 35     |
| 19  | Pinkers                     | «A nap süssön ki»      | 9       | 8           | 8         | 9      | 8        | 5     | 42     |
| 20  | Evelin László               | «Legényes»             | 9       | 9           | 10        | 10     | 10       | 1     | 48     |

#### Heat 3
| N.º | Intérprete      | Canción                | Jurado  | Jurado      | Jurado    | Jurado | Televoto | Lugar | Puntos |
| N.º | Intérprete      | Canción                | P. Egri | G. Ferenczi | L. Németh | Szandi | Televoto | Lugar | Puntos |
| --- | --------------- | ---------------------- | ------- | ----------- | --------- | ------ | -------- | ----- | ------ |
| 21  | Jazztelen       | «Kezeket fel»          | 10      | 10          | 10        | 9      | 8        | 2     | 47     |
| 22  | Zsuzsi Kollányi | «Új érzés»             | 7       | 8           | 7         | 8      | 7        | 10    | 37     |
| 23  | HellóPisti      | «Elbújnék»             | 8       | 8           | 8         | 8      | 9        | 7     | 41     |
| 24  | Péter Galambos  | «Ott marad»            | 8       | 8           | 8         | 9      | 9        | 6     | 42     |
| 25  | Negál           | «Nem lehetek más»      | 10      | 10          | 9         | 9      | 9        | 2     | 47     |
| 26  | Anna Patai      | «Gondold át»           | 8       | 8           | 9         | 8      | 7        | 9     | 40     |
| 27  | Jácint Bradics  | «Miért félnék álmodni» | 9       | 8           | 10        | 8      | 10       | 4     | 45     |
| 28  | Liana           | «A háztetők felett»    | 8       | 9           | 8         | 9      | 9        | 5     | 43     |
| 29  | OliverFromEarth | «Annak idején»         | 8       | 8           | 8         | 8      | 9        | 7     | 41     |
| 30  | Here We Are     | «Együtt egyedül»       | 10      | 8           | 10        | 10     | 10       | 1     | 48     |

#### Heat 4
| N.º | Intérprete                      | Canción                | Jurado  | Jurado      | Jurado    | Jurado | Televoto | Lugar | Puntos |
| N.º | Intérprete                      | Canción                | P. Egri | G. Ferenczi | L. Németh | Szandi | Televoto | Lugar | Puntos |
| --- | ------------------------------- | ---------------------- | ------- | ----------- | --------- | ------ | -------- | ----- | ------ |
| 31  | Quack                           | «Sosem elég»           | 9       | 9           | 9         | 10     | 10       | 3     | 47     |
| 32  | David Szirtes                   | «Emelem poharam»       | 7       | 7           | 8         | 8      | 9        | 7     | 39     |
| 33  | Zsófi Juhos & Olivér Patocska   | «Ma szerettem beléd»   | 9       | 9           | 9         | 9      | 9        | 4     | 45     |
| 34  | Pink Dragon                     | «Kánaán»               | 7       | 8           | 8         | 8      | 8        | 7     | 39     |
| 35  | Szelina                         | «Hazatért»             | 7       | 10          | 7         | 7      | 8        | 7     | 39     |
| 36  | Junkies                         | «Két szív»             | 9       | 10          | 10        | 10     | 9        | 2     | 48     |
| 37  | Fluidia                         | «Miről szól ez a dal?» | 8       | 8           | 9         | 8      | 9        | 5     | 42     |
| 38  | Annamária Szalma & Attila Telek | «Százszor is»          | 7       | 7           | 8         | 7      | 9        | 10    | 38     |
| 39  | Mark Csintalan                  | «Számítottam rád»      | 8       | 8           | 8         | 8      | 9        | 6     | 41     |
| 40  | Roy Galeri                      | «Kiáltás»              | 10      | 10          | 10        | 10     | 9        | 1     | 49     |

### Semifinales

#### Semifinal 1
| N.º | Intérprete     | Canción                | Género             | Jurado  | Jurado      | Jurado    | Jurado | Lugar | Puntos |
| N.º | Intérprete     | Canción                | Género             | P. Egri | G. Ferenczi | L. Németh | Szandi | Lugar | Puntos |
| --- | -------------- | ---------------------- | ------------------ | ------- | ----------- | --------- | ------ | ----- | ------ |
| 1   | Junkies        | «Két szív»             | swing              | 10      | 9           | 10        | 10     | 2     | 39     |
| 2   | Jácint Bradics | «Miért félnék álmodni» | rock               | 9       | 9           | 8         | 8      | 10    | 34     |
| 3   | Tibor Kocsis   | «Egy életen át»        | rockabilly         | 10      | 9           | 9         | 10     | 4     | 38     |
| 4   | Liana          | «A háztetők felett»    | blues              | 9       | 9           | 8         | 9      | 9     | 35     |
| 5   | Jazztelen      | «Kezeket fel»          | folk               | 9       | 9           | 9         | 10     | 5     | 37     |
| 6   | Magidom        | «Esendő halandó»       | música del mundo   | 9       | 9           | 10        | 9      | 5     | 37     |
| 7   | Here We Are    | «Együtt egyedül»       | balada             | 9       | 9           | 9         | 10     | 5     | 37     |
| 8   | Sugarloaf      | «Nászinduló»           | música tradicional | 10      | 10          | 10        | 9      | 2     | 39     |
| 9   | Evelin László  | «Legényes»             | rock               | 10      | 10          | 10        | 10     | 1     | 40     |
| 10  | Quack          | «Sosem elég»           | punk               | 9       | 9           | 9         | 10     | 5     | 37     |

#### Semifinal 2
| N.º | Intérprete                    | Canción                | Género             | Jurado  | Jurado      | Jurado    | Jurado | Lugar | Puntos |
| N.º | Intérprete                    | Canción                | Género             | P. Egri | G. Ferenczi | L. Németh | Szandi | Lugar | Puntos |
| --- | ----------------------------- | ---------------------- | ------------------ | ------- | ----------- | --------- | ------ | ----- | ------ |
| 1   | Name Project                  | «Nekem»                | rock               | 8       | 9           | 9         | 8      | 10    | 34     |
| 2   | Arcidra                       | «Egészben kell»        | balada             | 9       | 9           | 9         | 9      | 8     | 36     |
| 3   | EVERFLASH                     | «Nyisd ki a szemed!»   | blues              | 9       | 9           | 9         | 9      | 8     | 36     |
| 4   | Dániel Kökény                 | «Ugyanaz a ház»        | jazz               | 9       | 10          | 10        | 10     | 4     | 39     |
| 5   | Pinkers                       | «A nap süssön ki»      | música tradicional | 10      | 9           | 9         | 9      | 6     | 37     |
| 6   | Negál                         | «Nem lehetek más»      | jazz               | 10      | 10          | 10        | 10     | 1     | 40     |
| 7   | Fluidia                       | «Miről szól ez a dal?» | folk               | 9       | 10          | 9         | 9      | 6     | 37     |
| 8   | Zsófi Juhos & Olivér Patocska | «Ma szerettem beléd»   | swing              | 10      | 9           | 9         | 10     | 5     | 38     |
| 9   | Roy Galeri                    | «Kiáltás»              | rock               | 10      | 10          | 10        | 10     | 1     | 40     |
| 10  | Phoenix RT                    | «Félszavak»            | música del mundo   | 10      | 10          | 10        | 10     | 1     | 40     |

### Final
| N.º | Intérprete     | Canción                | Jurado  | Jurado      | Jurado    | Jurado | Lugar | Puntos |
| N.º | Intérprete     | Canción                | P. Egri | G. Ferenczi | L. Németh | Szandi | Lugar | Puntos |
| --- | -------------- | ---------------------- | ------- | ----------- | --------- | ------ | ----- | ------ |
| 1   | Sugarloaf      | «Nászinduló»           | 6       |             |           |        | 6     | 6      |
| 2   | Roy Galeri     | «Kiáltás»              | 10      | 8           | 8         | 10     | 1     | 36     |
| 3   | Phoenix RT     | «Félszavak»            |         | 4           |           | 6      | 4     | 10     |
| 4   | Jácint Bradics | «Miért félnék álmodni» |         |             |           |        | 9     | 0      |
| 5   | Arcidra        | «Egészben kell»        |         |             |           |        | 9     | 0      |
| 6   | Junkies        | «Két szív»             | 4       |             |           |        | 7     | 4      |
| 7   | Dániel Kökény  | «Ugyanaz a ház»        |         |             | 4         |        | 7     | 4      |
| 8   | Negál          | «Nem lehetek más»      |         | 10          | 6         | 8      | 2     | 24     |
| 9   | Tibor Kocsis   | «Egy életen át»        | 8       |             |           |        | 5     | 8      |
| 10  | Evelin László  | «Legényes»             |         | 6           | 10        | 4      | 3     | 20     |